# Solaris (roman)
Solaris is een sciencefictionroman uit 1961 van de Poolse schrijver Stanisław Lem.

## Inhoud
Solaris is een geheimzinnige planeet die (in de Aardse toekomst) wordt onderzocht door wetenschappers in een om de planeet cirkelend ruimtestation. Solaris heeft twee zonnen, een rode en een blauwe, met het gevolg dat er voortdurend lichtveranderingen van rood naar blauw in dit station optreden. Solaris is geheel bedekt door een oceaan van gelei-achtige vloeistof. De planeet wordt al zeer lang geobserveerd, het onderzoek lijkt vastgelopen, de bemanning van het ruimtestation was reeds teruggebracht tot slechts drie personen en dit station verkeert in erbarmelijke staat.
Een psycholoog (Chris Kelvin) vertrekt van de Aarde en komt aan op het ruimtestation dat om de mysterieuze planeet draait. De nieuw aangekomene moet de problemen onderzoeken waar de bemanning mee kampt en dan beslissen of het ruimtestation al of niet moet worden ontmanteld n.a.v. de vreemde verschijnselen die zich daar voordoen. Een van de bemanningsleden heeft kort voor zijn komst zelfmoord gepleegd. De andere twee bemanningsleden lijken te lijden aan psychische aandoeningen. De in het ruimtestation aanwezige wetenschappers krijgen 'gasten' op bezoek. Er manifesteren zich 'personen' met wie zij in het verleden een of andere band gehad hebben en zo worden zij geconfronteerd met vroegere (mogelijk traumatische) ervaringen. De film volgt de psycholoog Kelvin en zijn al spoedig ten tonele verschijnende 'gast'.
Langzamerhand wordt het de toeschouwer duidelijk dat de grote oceaan op planeet Solaris over een vorm van intelligentie beschikt, die de omgeving en de psyche van de bemanning van het ruimtestation bewerkt. De verschijnselen ontstonden door een experiment van de wetenschappers, zij 'behandelden' de oceaan met röntgenstralen. (In het boek van Lem is het feit dat de oceaan een bepaalde vorm van intelligentie bezit veel duidelijker en evidenter: er bestaat al eeuwen een op deze planeet toegespitste studie, de zogenaamde Solaristiek).
Over wat de betekenis is van de verschijnselen kan worden gediscussieerd, wat dan ook in de film gedaan wordt door de wetenschappers en de psycholoog, aan boord van het ruimtestation. Zijn de verschijnselen een vorm van contact, een straf, een gift of een experiment door de Solaris-oceaan? Duidelijk is in ieder geval dat de mens met zijn gebrekkige mogelijkheden (omdat hij zichzelf niet kent) niet in staat is om - op welke manier dan ook - met dit mogelijk eerste contact met een andere levensvorm om te gaan.

## Verfilmingen
De roman werd diverse malen verfilmd:
- in 1968 door Boris Nirenburg
- in 1972 door Andrej Tarkovski
- in 2002 door Steven Soderbergh